# جون ك. كلارك
جون ك. كلارك (بالإنجليزية: John C. Clarke)‏ هو قاضي وسياسي أمريكي، ولد في 1831، وتوفي في 1906. حزبياً، نشط في الحزب الديمقراطي. وقد انتخب عضو جمعية ولاية ويسكونسن.